# لوك ساندرز
لوك ساندرز (بالفرنسية: Luc Sanders)‏ ، من مواليد 6 أكتوبر 1945 ، لاعب كرة قدم بلجيكي سابق.
لعب مع منتخب بلجيكا لكرة القدم.

## روابط خارجية
- لوك ساندرز على موقع الاتحاد البلجيكي (الإنجليزية)
- لوك ساندرز على موقع قاعدة بيانات كرة القدم.إي يو (الإنجليزية)
- لوك ساندرز على موقع ناشيونال فوتبول تيمز (الإنجليزية)